# Procambarus hubbelli
Procambarus hubbelli är en kräftdjursart som först beskrevs av Hobbs 1940.  Procambarus hubbelli ingår i släktet Procambarus och familjen Cambaridae. IUCN kategoriserar arten globalt som livskraftig. Inga underarter finns listade i Catalogue of Life.